# Simoxenops striatus
Simoxenops striatus là một loài chim trong họ Furnariidae.